# Kuncea, Teofipol
Kuncea (în ucraineană Кунча, poloneză Kuńcza) este localitatea de reședință a comunei Kuncea din raionul Teofipol, regiunea Hmelnîțkîi, Ucraina.

## Demografie
Componența lingvistică a localității Kuncea
     Ucraineană (97,87%)
     Alte limbi (1%)
Conform recensământului din 2001, majoritatea populației localității Kuncea era vorbitoare de ucraineană (97,87%), existând în minoritate și vorbitori de alte limbi.